# Maximilian Dörnbach
Maximilian Dörnbach, född 24 december 1995, är en tysk tävlingscyklist som tävlar i bancykling.

## Karriär
Vid EM 2025 i Heusden-Zolder tog Dörnbach silver i keirin och 1000 meter tidslopp.